# Bensafrim
Bensafrim ist ein Ort und eine ehemalige portugiesische Gemeinde (Freguesia) im Kreis (Concelho) von Lagos. Auf einer Fläche von 78,4 km² leben 1529 Einwohner (Stand 30. Juni 2011), was einer Bevölkerungsdichte von 19,5 Einwohnern/km² entspricht.

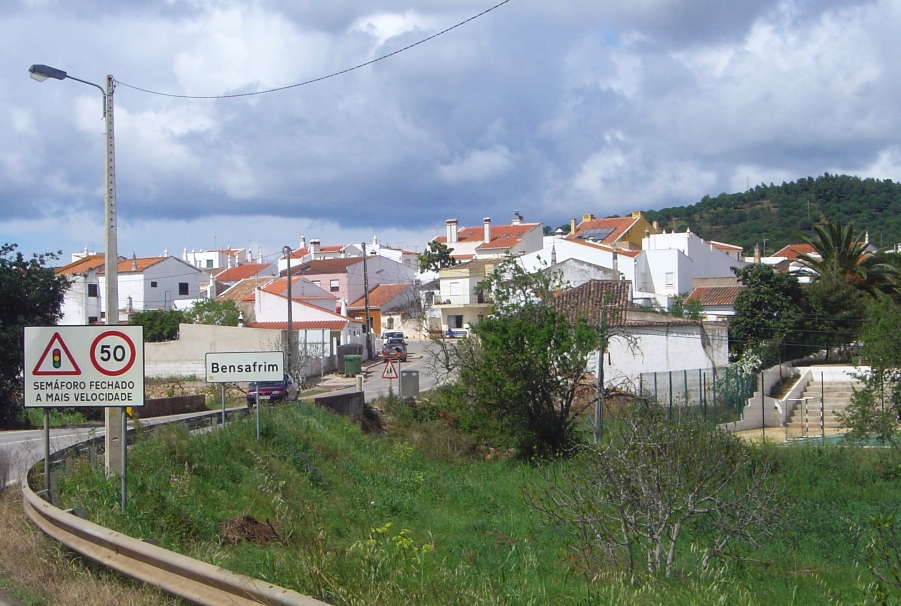
Ortseingang

Im Zuge der Gebietsreform in Portugal am 29. September 2013 wurden die Gemeinden Bensafrim und Barão de São João zur neuen Gemeinde União das Freguesias de Bensafrim e Barão de São João zusammengeschlossen. Bensafrim wurde Sitz der Gemeinde.

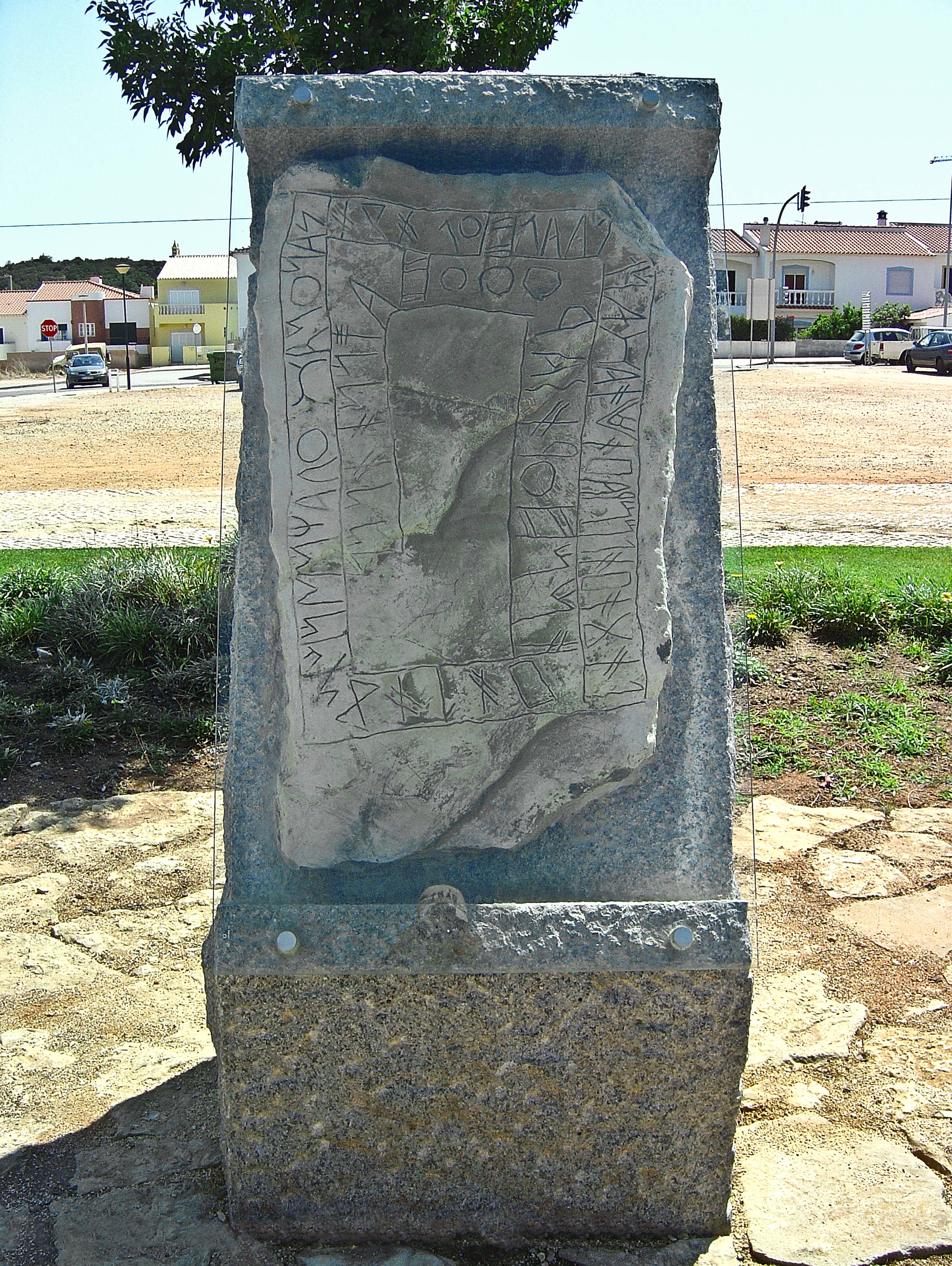
Im Ort befindet sich die Stele von Bensafrim